# Parafia św. Tichona w Anchorage
Parafia św. Tichona w Anchorage – parafia prawosławna w Anchorage. Jedna z 10 parafii tworzących dekanat misyjny Anchorage diecezji Alaski Kościoła Prawosławnego w Ameryce. Istnieje od 2003. 